# She and the Junkies
She and the Junkies ist eine vierköpfige österreichische Rock-Band. Ihren Musikstil bezeichnet die Band selbst als „Junk Rock.“

## Geschichte
Die Band wurde 2006 gegründet. 2014 tourte She and the Junkies mit ihrer „European Junk Tour 2014“ durch Österreich, Deutschland, Holland, England und Schottland und wurde vom Wiener Sender GoTV im gleichen Jahr für die Auszeichnung 'Best Austrian Band' nominiert. 2015 erschien das selbstbenannte Debütalbum beim Label Panta R&E und die Band tourte im Anschluss ein weiteres Mal durch England. Die Band hat auch Auftritte in Italien sowie in der Schweiz zu verzeichnen. 
Anlässlich eines gemeinsamen Live-Performance mit dem Wiener Aktionskünstler donhofer. zum Warschauer Kniefall mit dem Titel „War Saw“ im Dezember 2015 folgte die zugehörige Single Departure im April des Folgejahres. In Österreich waren sie unter anderem 2016 beim Donauinselfest und im Juli 2017 auf dem Kunstmue Festival in Bad Goisern am Hallstättersee zu sehen.

## Diskografie
- 2009: Heads
- 2014: 1st (EP)
- 2015: She and the Junkies (Album; Panta R&E)
- 2016: Arrival Departure (Single; Panta R&E)